# Palotagazdaság

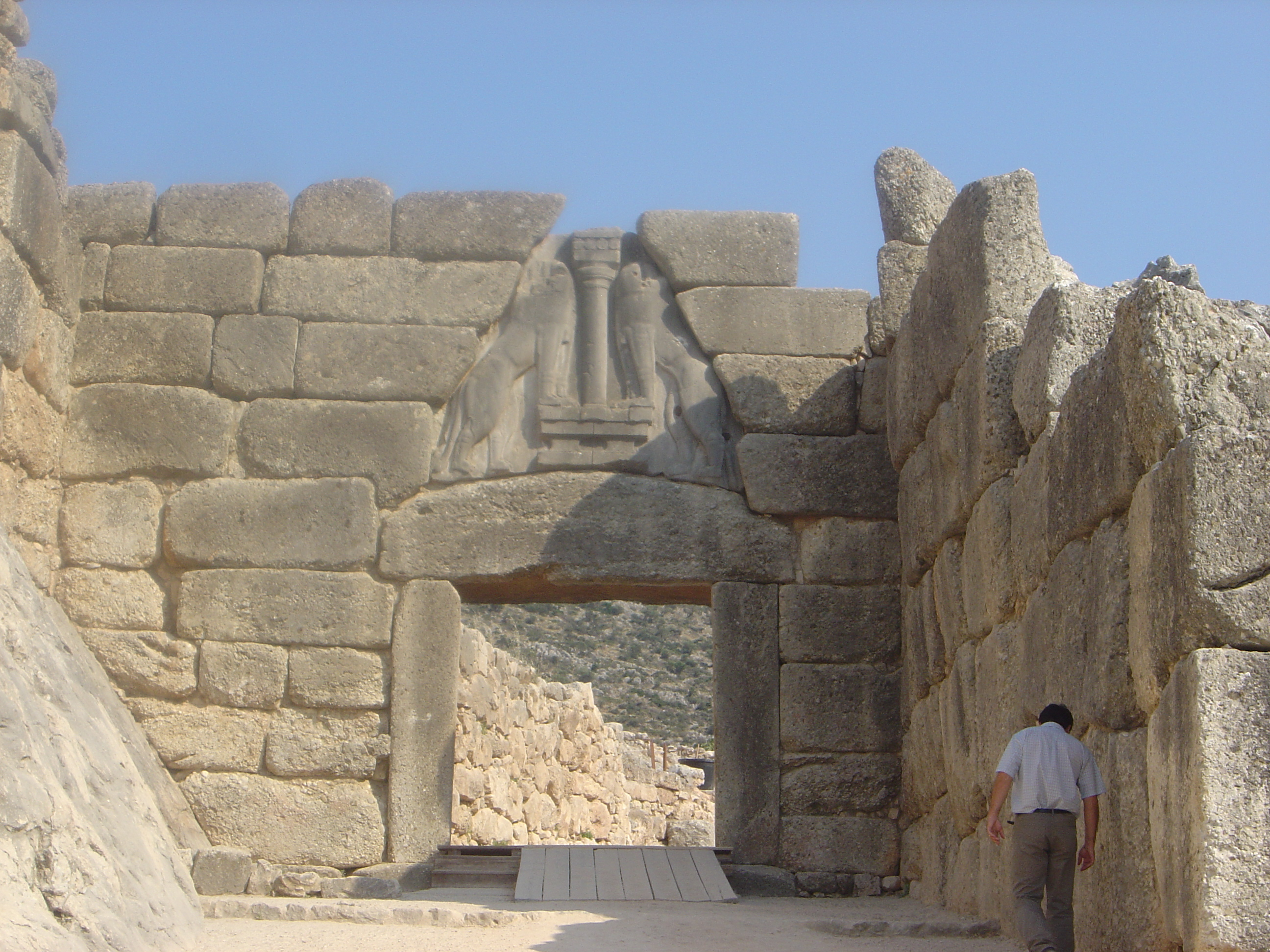
A mükénéi palota Oroszlános kapuja

A palotagazdaság sajátságos bronzkori állam- és gazdasági forma, jellegzetes példája Mükéné és Tirünsz és éppígy a jelenleg ismert bronzkori görög települések nagyobb része, valamint kisebb-nagyobb megszorításokkal a mínoszi civilizáció (Knósszosz, Fesztosz) is. Sok ilyen palotagazdaságnak még az eredeti, ókori neve is ismeretlen, mint például a mai észak-görögországi Asszírosz faluban feltárt tell faluromjainak.

## Jellemzői
A palotagazdaság mindig az uralkodói lakhely, azaz a Palota köré szerveződő egység. A Palota a kormányzat székhelye, a vallási szertartások központja volt, de alapvető fontosságú a korra jellemző redisztribúciót lehetővé tevő központi raktár szerepe is.
Az Égeikum uralkodóinak elsődleges fontosságú volt a termény begyűjtése és továbbosztása (redisztribúció), ez képezte hatalmi bázisuk alapját. A korszak árucsereforgalmának kialakulásakor ehhez a palota-kézművesek és -műhelyek társultak. A palotagazdaságok kiterjedése, gazdasága a földrajzi helyzettől is függött (dél felé haladva egyre gazdagabb komplexumok találhatók), valamint a környező területek mezőgazdasági lehetőségeitől. A Hellászra később is jellemző izolált gazdasági és politikai egységek, a poliszok ugyanilyen okok miatt jöttek létre később, bár kontinuitás a legtöbb település esetében nem lelhető fel. A görög szigetvilág (Kréta) és tengerpart tagolt jellege és a termőterületek korlátos volta okozta az elkülönült gazdasági egységek, ebből kifolyólag politikai alakulatok létrejöttét.
Az uralkodóréteg, mint a király és közigazgatása, a templom(ok) és hivatalok, a főpap, a papság és a hivatalnokok általában valamennyien a közigazgatási centrumban, a palotában laktak és dolgoztak. A gazdaság egésze itt koncentrálódott, a nagy távolságú kereskedelem, a palota kézművesei és műhelyeik is itt kaptak helyet.

## Kialakulásuk
A palotagazdaság sajátosan görög, azon belül is a mükénéi kultúrához köthető képződmény. Előzményeit azonban – mint oly sok más görög civilizációs elem előképét – Anatóliában és Nyugat-Mezopotámiában kell keresni. Az i. e. 2. évezredben sorra alakultak ki azok a hatalmi központok, amelyeket az uralkodói palotával egybeépített templomkomplexum és nagy raktárházak jellemeznek. Ezeket a hettiták šarizziš kurtaš néven nevezték. Ezek a fellegvárak (citadellák) jellemzőek Asszíria főbb településeire (Assur, Ninive, Dúr-Sarrukín), Szíriára (mindenekelőtt az északi része: Karkemis, Halap, Ebla stb.), valamint Anatóliaszerte (Hattuszasz, Nesza, Kanis, Kusszara, Tarhuntasszasz, Calpa stb). Ilyen jellegű volt a hettita befolyás alatt álló Vilusza királyság is, amelyet Trójával lehet azonosítani, és amely így közvetlenül vezet a görög kapcsolatokhoz.
A palotagazdaságok redisztributív adórendszere is a hettita példára hasonlít, hozzátéve még azt a gazdasági szükségszerűséget, amit a korlátozott méretű termőföldekkel rendelkező, belterjes városállami gazdálkodás jelentett, valamint a föníciai mintára szerveződő tengeri kereskedelem okozott. A palotagazdaságok a korai hellászi periódusban a teljes Égei-térségben elterjedtek, egészen Minószig és Szantoriniig.
A legfontosabb görög palotagazdaságok:
- Mükéné
- Argosz
- Knósszosz
- Phaisztosz
- Pülosz
- Tirünsz